# Dům a mauzoleum Šime Ljubiće
Dům a mauzoleum Šime Ljubiće (chorvatsky Kuća i mauzolej Šime Ljubića, anglicky The House and Mausoleum of Don Šime Ljubić) je areál v jihozápadní části přístavu Stari Grad na ostrově Hvar v Chorvatsku. Areál zahrnuje vilu kněze, historika a archeologa Šime Ljubiće se zahradou. Západně od vily na vyvýšeném místě stojí Lubićovo mauzoleum. 

## Vila
Historizující vilu si nechal Šime Ljubić postavit v roce 1887 podle plánů záhřebského architekta Srećko Jacominiho. Průčelí domu zdobí terakotové sochy čtyř múz a v jejich středu ve vrcholu štítu bůh Apollón.
Vila se nachází na Nábřeží dona Šime Ljubiće (Šetalište don Šime Ljubića).
Dne 13. května 2007 byla vila zaregistrována pod číslem P-828 jako kulturní památka Chorvatské republiky.
Vila je dnes (stav léto 2021) využívána jako hotel a restaurant "Heritage Villa Apolon".

## Mauzoleum
Západně od domu na vyvýšeném místě stojí Mauzoleum, kde byl Šime Ljubić se souhlasem císaře Františka Josefa I. pohřben. Mauzoleum postavil v letech 1895-1896 stavitel a Lubićův přítel Nikola Račić (1859.-1935).
Jedná se o kamennou stavbu na osmiúhelníkovém půdorysu. Jedná se o jednu z mála hrobek centrálního půdorysu v Dalmácii. Vstup do mauzolea má klasický vzhled s výrazným tympanonem. Na stěnách vlevo a vpravo od vstupu jsou proražena okna. Profilovaná hlavní kamenná římsa odděluje stěny mauzolea od kopule. V té jsou čtyři okrouhlá okénka. Kopuli uzavírá lucerna.
Interiér mauzolea je omítnutý, stěny jsou zdobené mramorem a kopule je vymalována jako obloha. Uvnitř je kamenná hrobka v podobě oltáře.
Ke stavbě vede od severozápadu (z nároží nábřeží don Šime Lubića a ulice Predraga Bogdanića) schodiště. Vlevo od vstupní brány byla v roce 1996 umístěna bronzová busta Šime Lubiće jejímž autorem je sochař Ivan Rendić (1849-1932). Napravo od vstupu byla v roce 2007 na zeď umístěna pamětní deska Chorvatské akademie věd a umění (Hrvatska akademija znanosti i umjetnosti).

## Galerie

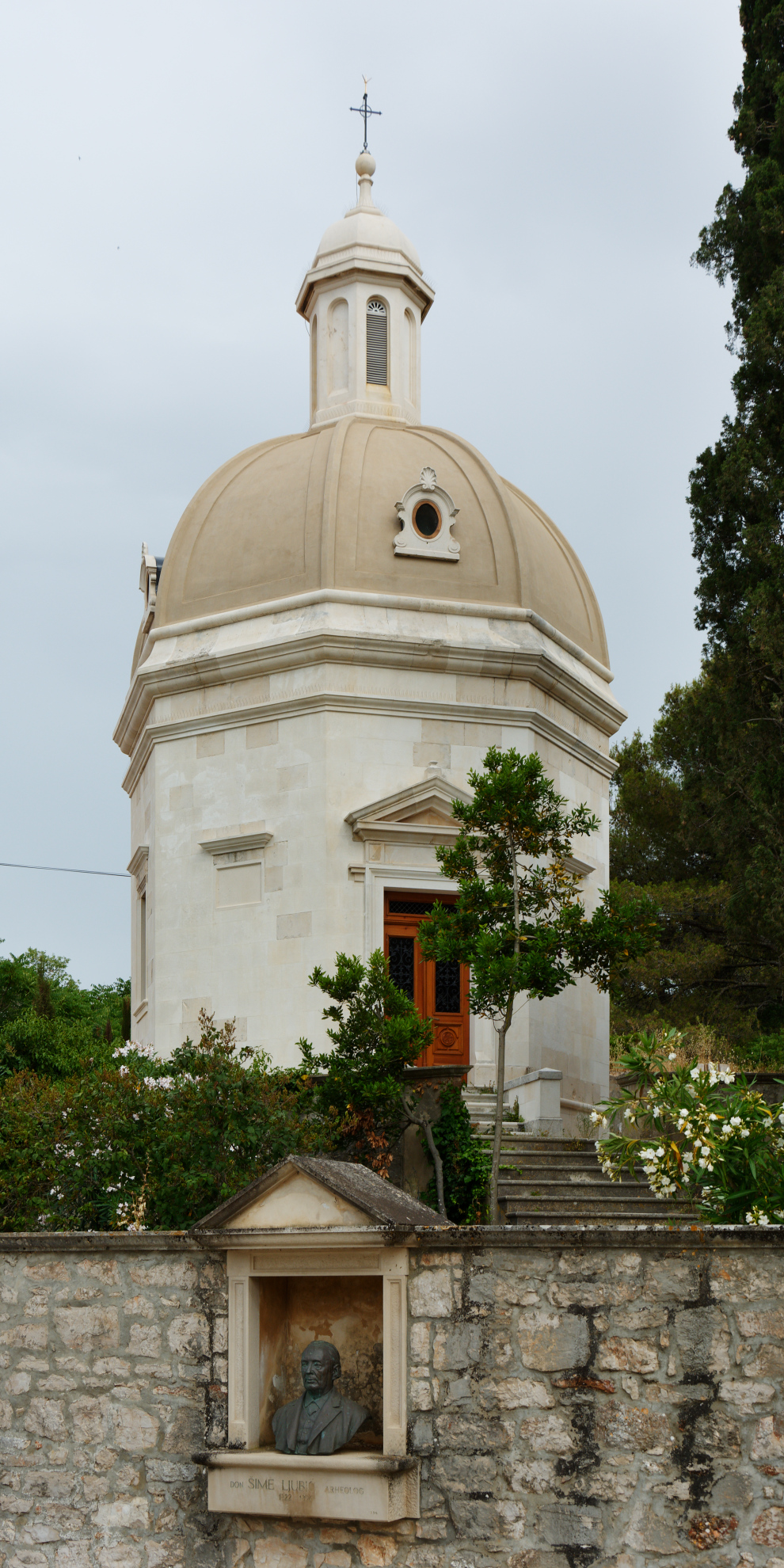
Mauzoleum, v popředí busta Šime Ljubiće
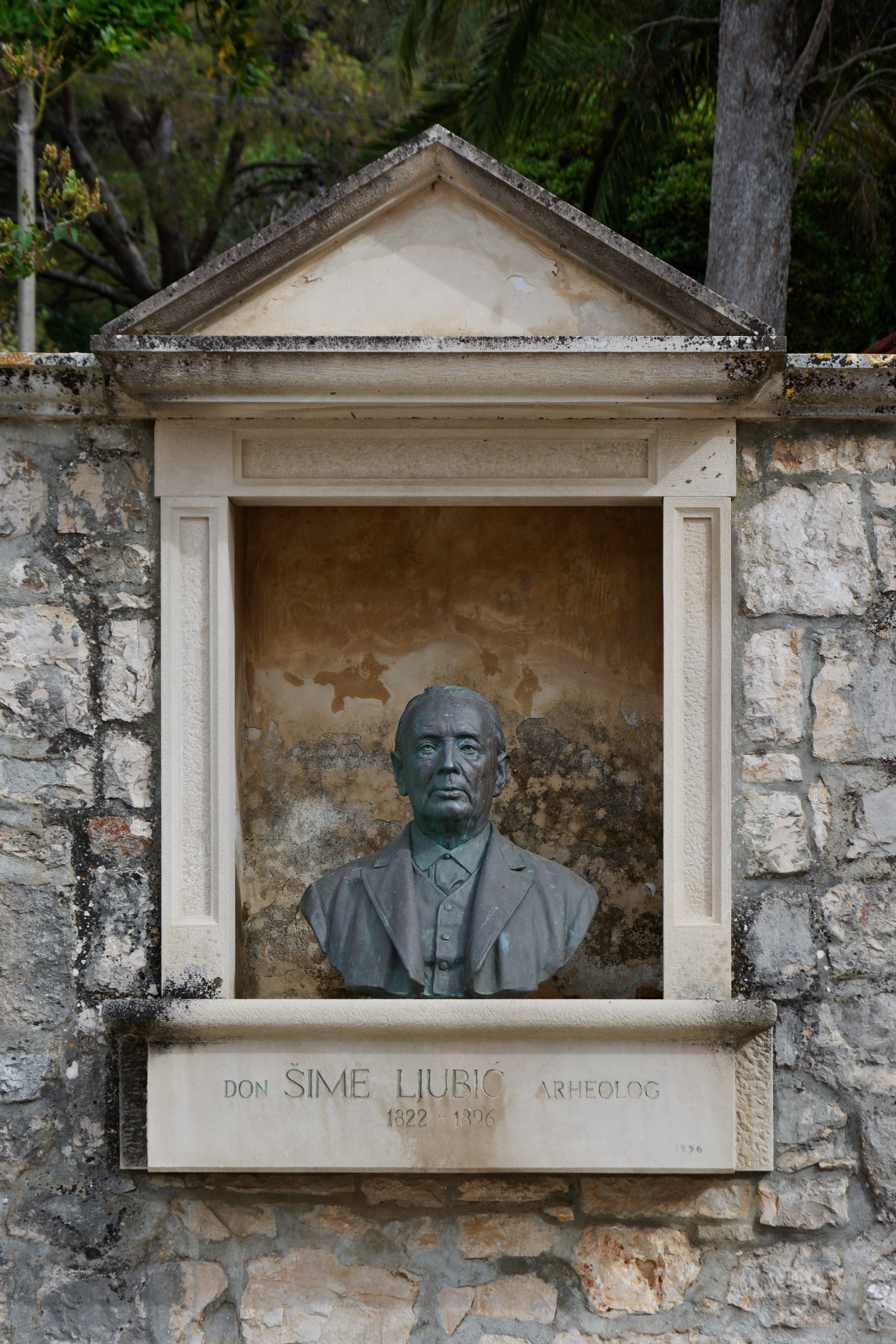
Busta Šime Lubiće na zdi jeho domu ve Starém Gradu.
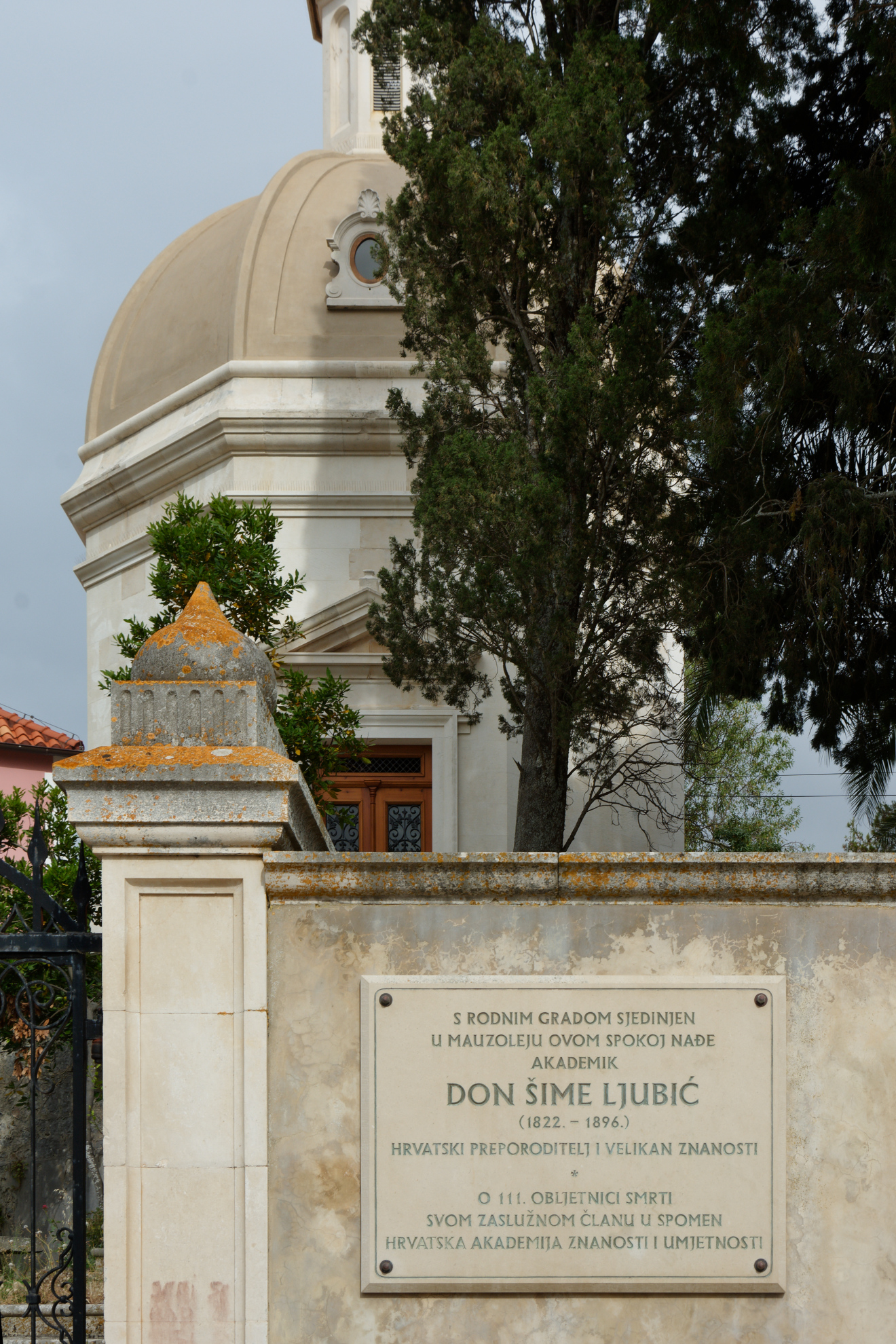
Pamětní deska tamtéž